# 19563 Brzezinska
19563 Brzezinska este un asteroid din centura principală de asteroizi.

## Descriere
19563 Brzezinska este un asteroid din centura principală de asteroizi. A fost descoperit pe 14 mai 1999 la Socorro, New Mexico, în cadrul proiectului LINEAR. Asteroidul prezintă o orbită caracterizată de o semiaxă mare de 2,26 ua, o excentricitate de 0,13 și o înclinație de 5,3° în raport cu ecliptica.